# Нові Челкаси
Нові Челка́си (рос. Новые Челкасы, чув. Çĕнĕ Чăлкасси) — присілок у складі Канаського району Чувашії, Росія. Входить до складу Новочелкасинського сільського поселення.
Населення — 217 осіб (2010; 239 у 2002).
Національний склад:
- чуваші — 98 %